# Fußball-Regionalliga (Frauen)
Die Regionalliga ist seit 2004 die dritthöchste Spielklasse im deutschen Frauenfußball. Jeder der fünf DFB-Regionalverbände West, Nord, Nordost, Südwest und Süd unterhält eine eigene Regionalliga-Staffel.

## Modus
Die fünf Regionalliga-Staffeln sind unterschiedlich groß. Die Regionalliga Südwest umfasst 14 Mannschaften. In den Staffeln Nord, Nordost, West und Süd spielen jeweils 12 Teams. Während einer Saison spielt jede Mannschaft zweimal gegen jede andere. Die Meister aller Staffeln sind sportlich aufstiegsberechtigt für die 2. Bundesliga.
Mit der Saison 2020/21 reformierte der DFB die Aufstiegsregelungen insofern, als von nun an der Meister der Regionalliga Süd unmittelbar aufsteigt, während die übrigen vier Meister, wie bisher, in Relegationsspielen um die beiden verbleibenden Aufstiegsplätze spielen. Hierbei spielt der Meister der Staffel Nord gegen den Meister der Staffel Nordost sowie die beiden Meister der Staffeln West und Südwest in Hin- und Rückspiel gegeneinander. Da die Bundesliga zur Saison 2025/26 auf 14 Mannschaften aufgestockt wurde, ergaben sich 2024/25 in den unteren Ligen veränderte Aufstiegsregelungen. Aus diesem Grund stiegen alle Meister der Regionalligen direkt in die 2. Bundesliga auf.
Die drei (in Nord und Nordost zwei) Letztplatzierten steigen in die vierte Spielklasse (oberste Spielklasse des zuständigen Bundeslandes) ab. Die Anzahl der Absteiger aus den Regionalligen kann noch variieren, je nachdem wie viele Teams aus der 2. Bundesliga in die jeweilige Regionalliga absteigen.
In den Spielzeiten, die von den Auswirkungen der Corona-Pandemie betroffen waren, wurden teilweise abweichende Regelungen und Staffelgrößen beschlossen.

## Regionalliga Nord

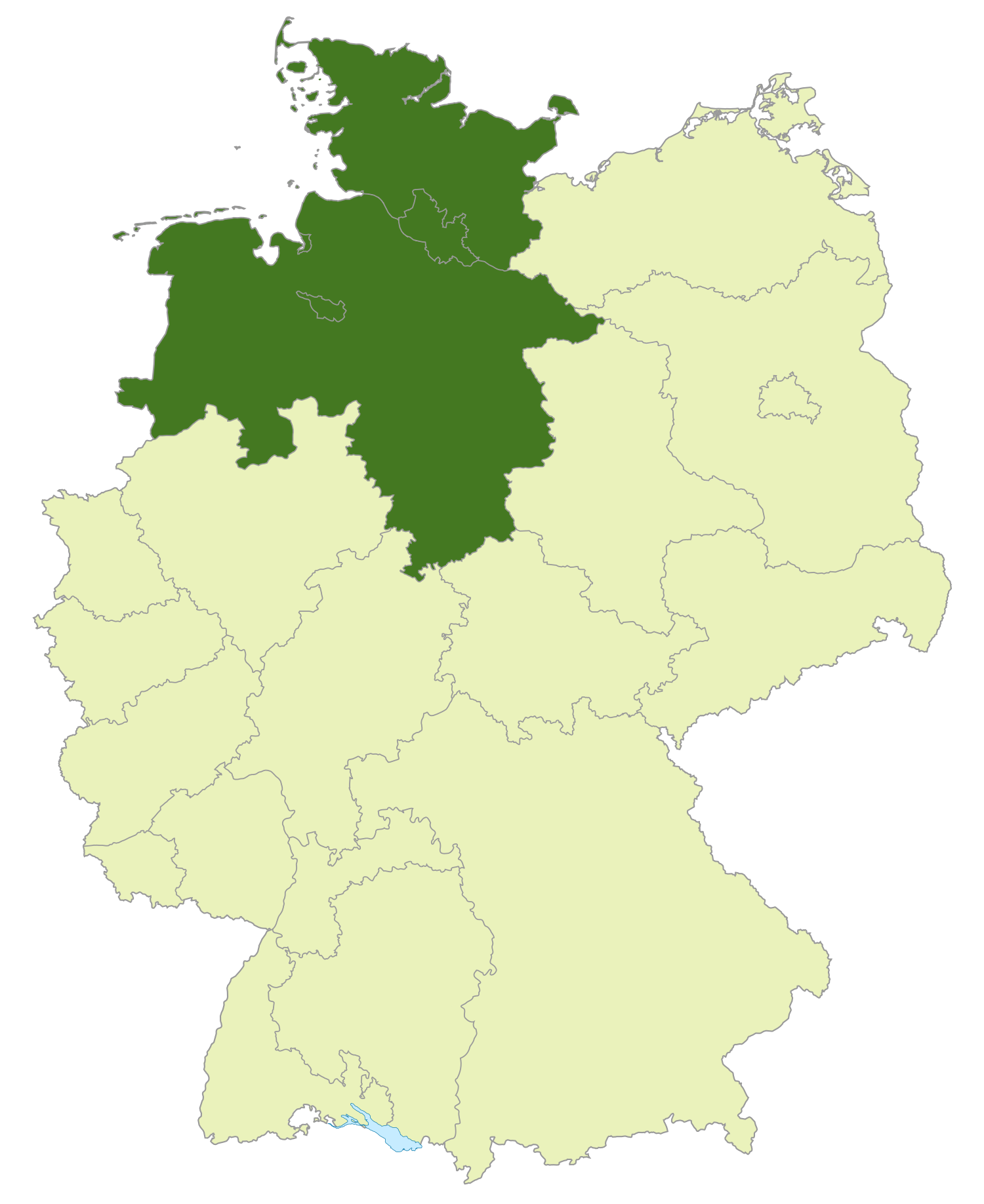
Gebiet der Regionalliga Nord

Die Regionalliga Nord wurde im Jahre 1986 als Oberliga Nord gegründet. Das Gebiet der Liga umfasst die Bundesländer Bremen, Hamburg, Niedersachsen und Schleswig-Holstein. Bis zur Gründung der Bundesliga im Jahre 1990 qualifizierte sich die jeweils bestplatzierte Mannschaft der vier Verbände für die Endrunde um die deutsche Meisterschaft. Mit der Einführung der Bundesliga 1990 wurde die Oberliga Nord zur zweithöchsten Spielklasse. Der Meister der Oberliga Nord spielte mit den Meistern der Regionalliga West und der Oberliga Nordost um den Aufstieg in die Bundesliga. 1994 erfolgte die Umbenennung in Regionalliga Nord. Mit der Einführung der 2. Bundesliga im Jahre 2004 ist die Regionalliga Nord nur noch die dritthöchste Spielklasse.

### Aktuelle Teilnehmer
Saison 2025/26 (Liste bearbeiten) 
Für die Spielzeit 2025/26 qualifizierten sich die folgenden Vereine:
- Absteiger aus der 2. Frauen-Bundesliga 2024/25:
  - keine
- die verbleibenden Mannschaften aus der Regionalliga 2024/25:
  - TSV Barmke
  - ATS Buntentor
  - Werder Bremen II
  - Eimsbütteler TV
  - Hamburger SV II
  - Hannover 96
  - SV Henstedt-Ulzburg
  - Holstein Kiel
  - FC St. Pauli
- die Aufsteiger aus den untergeordneten Ligen 2024/25:
  - SV Hastenbeck (Niedersachsen)
  - SC Victoria Hamburg (Hamburg)
  - SpVg Aurich (Niedersachsen)

### Bisherige Meister
Die folgenden Mannschaften sicherten sich die bislang ausgespielten Meisterschaften.
- 1987: Lorbeer Rothenburgsort
- 1988: Lorbeer Rothenburgsort
- 1989: Fortuna Sachsenross Hannover
- 1990: VfR Eintracht Wolfsburg
- 1991: TV Jahn Delmenhorst
- 1992: TV Jahn Delmenhorst
- 1993: Schmalfelder SV
- 1994: VfL Wittekind Wildeshausen
- 1995: TV Jahn Delmenhorst
- 1996: VfL Wittekind Wildeshausen
- 1997: TV Jahn Delmenhorst
- 1998: WSV Wolfsburg
- 1999: Hamburger SV
- 2000: Hamburger SV
- 2001: Hamburger SV
- 2002: SV Victoria Gersten
- 2003: Hamburger SV
- 2004: SV Victoria Gersten
- 2005: Holstein Kiel
- 2006: Hamburger SV II
- 2007: FFC Oldesloe 2000
- 2008: Mellendorfer TV
- 2009: Werder Bremen
- 2010: BV Cloppenburg
- 2011: Mellendorfer TV
- 2012: Holstein Kiel
- 2013: VfL Wolfsburg II
- 2014: Holstein Kiel
- 2015: SV Henstedt-Ulzburg
- 2016: Bramfelder SV
- 2017: Werder Bremen II  1
- 2018: Bramfelder SV  1
- 2019: Werder Bremen II  1
- 2020: SV Henstedt-Ulzburg  1
- 2021: Keine
- 2022: Hamburger SV
- 2023: Hamburger SV
- 2024: SV Henstedt-Ulzburg
- 2025: Hamburger SV II  1

## Regionalliga Nordost

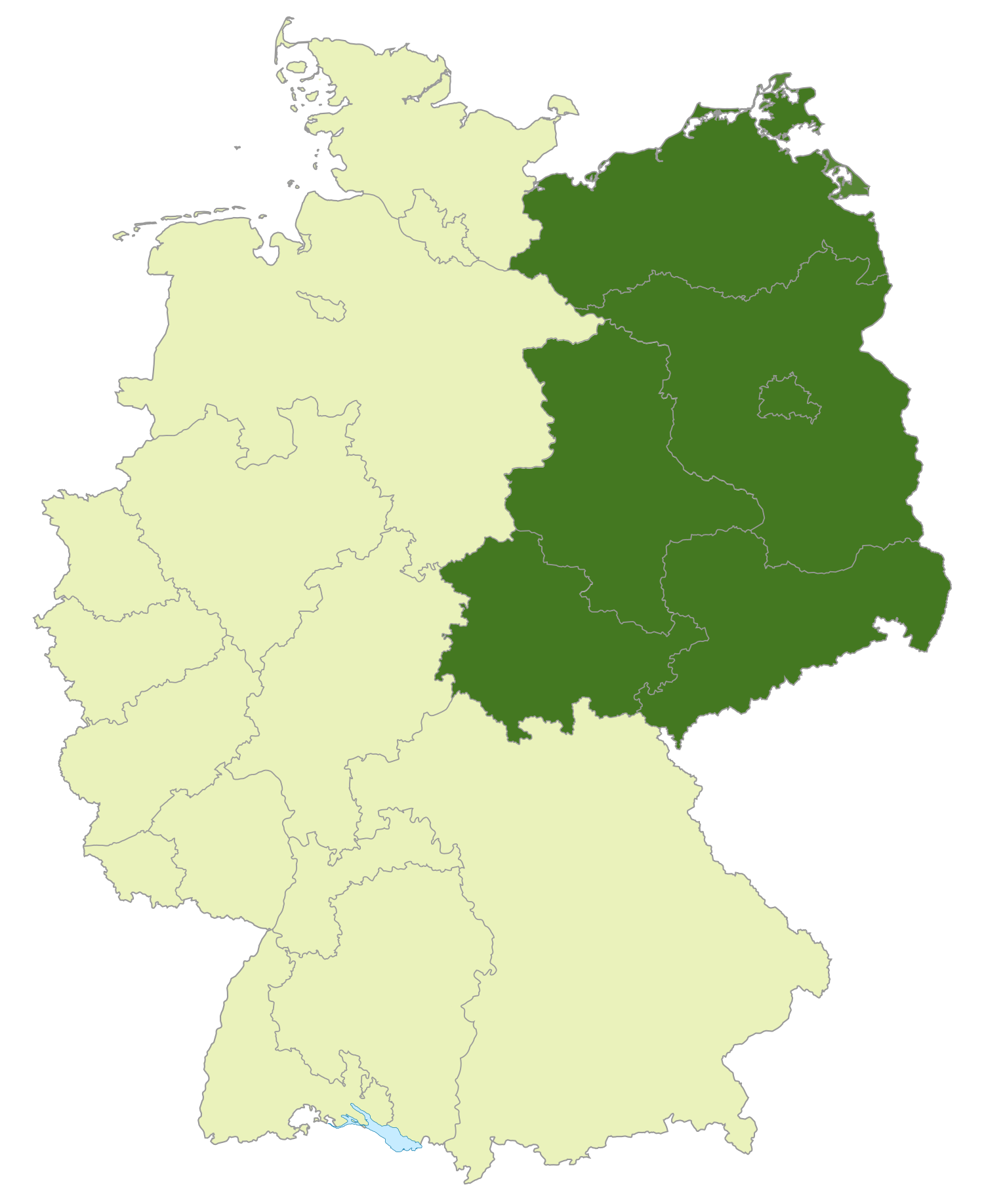
Gebiet der Regionalliga Nordost

Die Regionalliga Nordost wurde im Jahre 1990 als Oberliga Nordost gegründet. In der Saison 1990/91 war die Liga die höchste Spielklasse im Bereich des Nordostdeutschen Fußballverbandes. Ab 1991 war die Oberliga die zweithöchste Spielklasse. Die Meister spielten mit den Meistern der Regionalliga West und der Oberliga Nord um den Aufstieg in die Bundesliga. Im Jahre 1995 erfolgte die Umbenennung in Regionalliga Nordost. Mit der Einführung der 2. Bundesliga im Jahre 2004 ist die Regionalliga Nordost nur noch die dritthöchste Spielklasse.

### Aktuelle Teilnehmer
Saison 2025/26 (Liste bearbeiten) 
Für die Spielzeit 2025/26 qualifizierten sich die folgenden Vereine:
- Absteiger aus der 2. Frauen-Bundesliga 2024/25:
  - keine
- die verbleibenden Mannschaften aus der Regionalliga 2024/25:
  - Türkiyemspor Berlin
  - 1. FC Union Berlin II
  - 1. FFC Fortuna Dresden
  - 1. FFV Erfurt
  - Hertha BSC
  - FC Carl Zeiss Jena II
  - RB Leipzig II
  - 1. FC Magdeburg
  - 1. FFC Turbine Potsdam II
  - F.C. Hansa Rostock
- die Aufsteiger aus den untergeordneten Ligen 2024/25:
  - Blau-Weiß Hohen Neuendorf (Berlin)
  - SV Eintracht Leipzig-Süd (Sachsen)

### Bisherige Meister
Die folgenden Mannschaften sicherten sich die bislang ausgespielten Meisterschaften.
- 1991: Uni SV Jena
- 1992: SSV Turbine Potsdam
- 1993: 1. FC Lübars
- 1994: SSV Turbine Potsdam
- 1995: Polizei SV Rostock
- 1996: Hertha Zehlendorf
- 1997: Hertha Zehlendorf
- 1998: Hertha Zehlendorf
- 1999: Hertha Zehlendorf
- 2000: Tennis Borussia Berlin
- 2001: Tennis Borussia Berlin
- 2002: Tennis Borussia Berlin
- 2003: Uni SV Jena
- 2004: Tennis Borussia Berlin
- 2005: FFV Neubrandenburg
- 2006: 1. FC Lokomotive Leipzig
- 2007: 1. FC Union Berlin
- 2008: FF USV Jena II
- 2009: Magdeburger FFC
- 2010: Leipziger FC 07
- 2011: FF USV Jena II
- 2012: Blau-Weiß Hohen Neuendorf
- 2013: LFC Berlin
- 2014: SV Eintracht Leipzig-Süd
- 2015: Blau-Weiß Hohen Neuendorf
- 2016: 1. FC Union Berlin
- 2017: FF USV Jena II
- 2018: 1. FC Union Berlin
- 2019: 1. FC Union Berlin
- 2020: RB Leipzig
- 2021: Keine
- 2022: 1. FFC Turbine Potsdam II
- 2023: FC Viktoria 1889 Berlin
- 2024: 1. FC Union Berlin
- 2025: FC Viktoria 1889 Berlin

## Regionalliga West

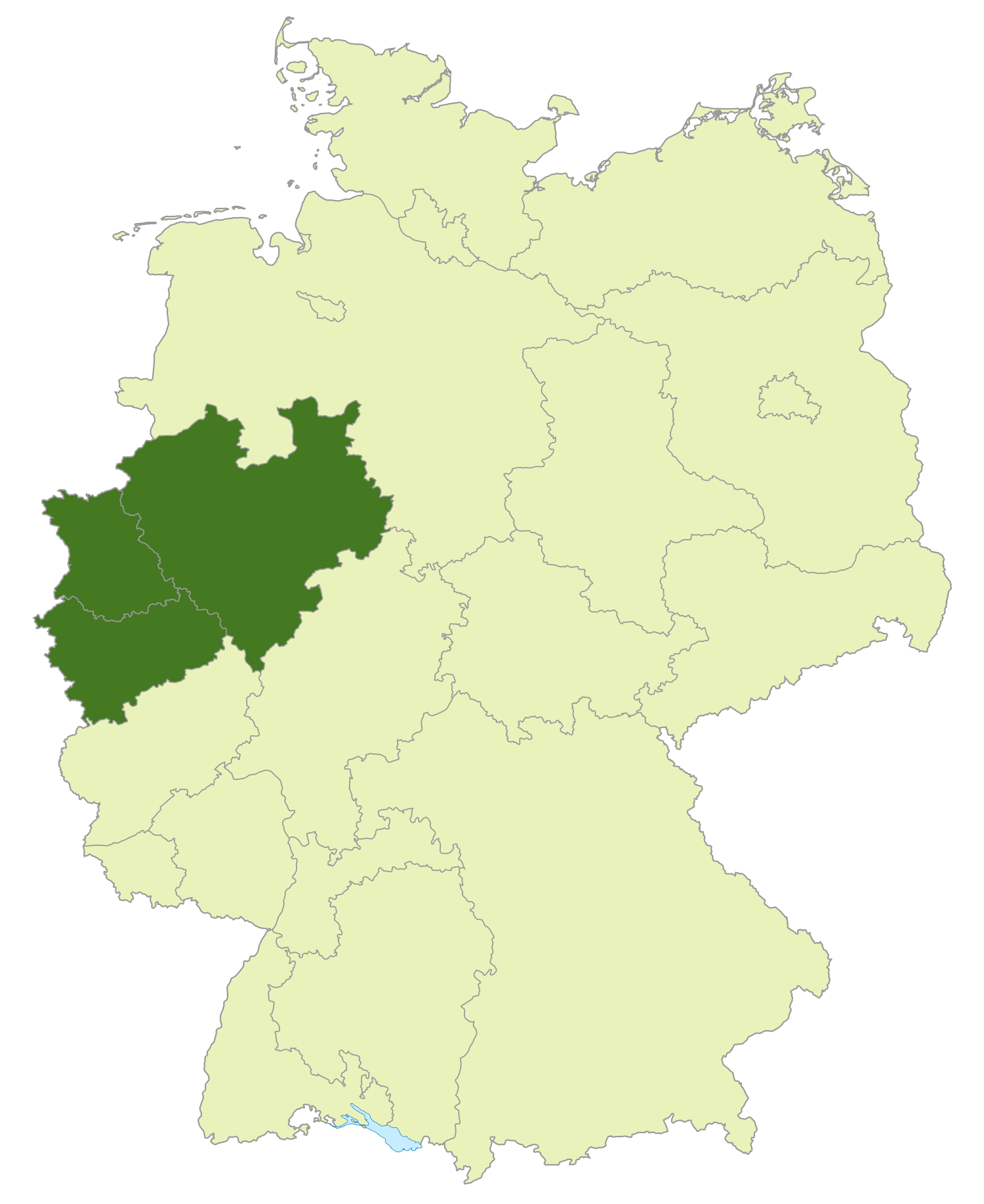
Gebiet der Regionalliga West

Die Regionalliga West wurde im Jahre 1985 gegründet und war die erste verbandsübergreifende Spielklasse im deutschen Frauenfußball. Die jeweils bestplatzierte Mannschaft der drei Verbände Niederrhein, Mittelrhein und Westfalen qualifizierten sich für die Endrunde um die deutsche Meisterschaft. Mit der Einführung der Bundesliga im Jahre 1990 wurde die Regionalliga West zur zweithöchsten Spielklasse. Die Meister spielten mit den Meistern der Ober- bzw. Regionalliga Nord und Nordost um den Aufstieg in die Bundesliga. Mit der Einführung der 2. Bundesliga im Jahre 2004 ist die Regionalliga West nur noch die dritthöchste Spielklasse.

### Aktuelle Teilnehmer
Saison 2025/26 (Liste bearbeiten) 
Für die Spielzeit 2025/26 qualifizierten sich die folgenden Vereine:
- Absteiger aus der 2. Frauen-Bundesliga 2024/25:
  - FSV Gütersloh 2009
- die verbleibenden Mannschaften aus der Regionalliga 2024/25:
  - Arminia Bielefeld
  - SGS Essen II
  - 1. FC Köln II
  - SC Fortuna Köln
  - Vorwärts Spoho Köln
  - Bayer 04 Leverkusen II
  - DJK Wacker Mecklenbeck
  - Borussia Mönchengladbach II
  - 1. FFC Recklinghausen
  - SSV Rhade
- die Aufsteiger aus den untergeordneten Ligen 2024/25:
  - Borussia Dortmund (Westfalen)
  - GSV Moers (Niederrhein)
  - SV Deutz 05 (Mittelrhein)

### Bisherige Meister
Die folgenden Mannschaften sicherten sich die bislang ausgespielten Meisterschaften.
- 1986: TSV Siegen
- 1987: TSV Siegen
- 1988: SSG 09 Bergisch Gladbach
- 1989: TSV Siegen
- 1990: TSV Siegen
- 1991: Grün-Weiß Brauweiler
- 1992: STV Lövenich
- 1993: FC Rumeln-Kaldenhausen
- 1994: SG Wattenscheid 09
- 1995: SpVgg Oberaußem-Fortuna
- 1996: SG Wattenscheid 09
- 1997: SG Wattenscheid 09
- 1998: SG Hillen
- 1999: SpVgg Oberaußem-Fortuna
- 2000: FFC Heike Rheine
- 2001: SpVgg Oberaußem-Fortuna
- 2002: SpVgg Oberaußem-Fortuna
- 2003: FC Gütersloh 2000
- 2004: SG Essen-Schönebeck
- 2005: TuS Köln rrh. 1874
- 2006: Herforder SV
- 2007: FCR 2001 Duisburg II
- 2008: SG Essen-Schönebeck II
- 2009: FFC Brauweiler Pulheim
- 2010: 1. FFC Recklinghausen
- 2011: Borussia Mönchengladbach
- 2012: 1. FFC Recklinghausen
- 2013: VfL Bochum
- 2014: Alemannia Aachen
- 2015: Borussia Mönchengladbach
- 2016: Arminia Bielefeld
- 2017: 1. FC Köln II
- 2018: BV Borussia Bocholt  1
- 2019: Arminia Bielefeld
- 2020: 1. FC Köln II
- 2021: Keine
- 2022: 1. FC Köln II
- 2023: Borussia Mönchengladbach
- 2024: VfL Bochum
- 2025: VfR Warbeyen

## Regionalliga Süd

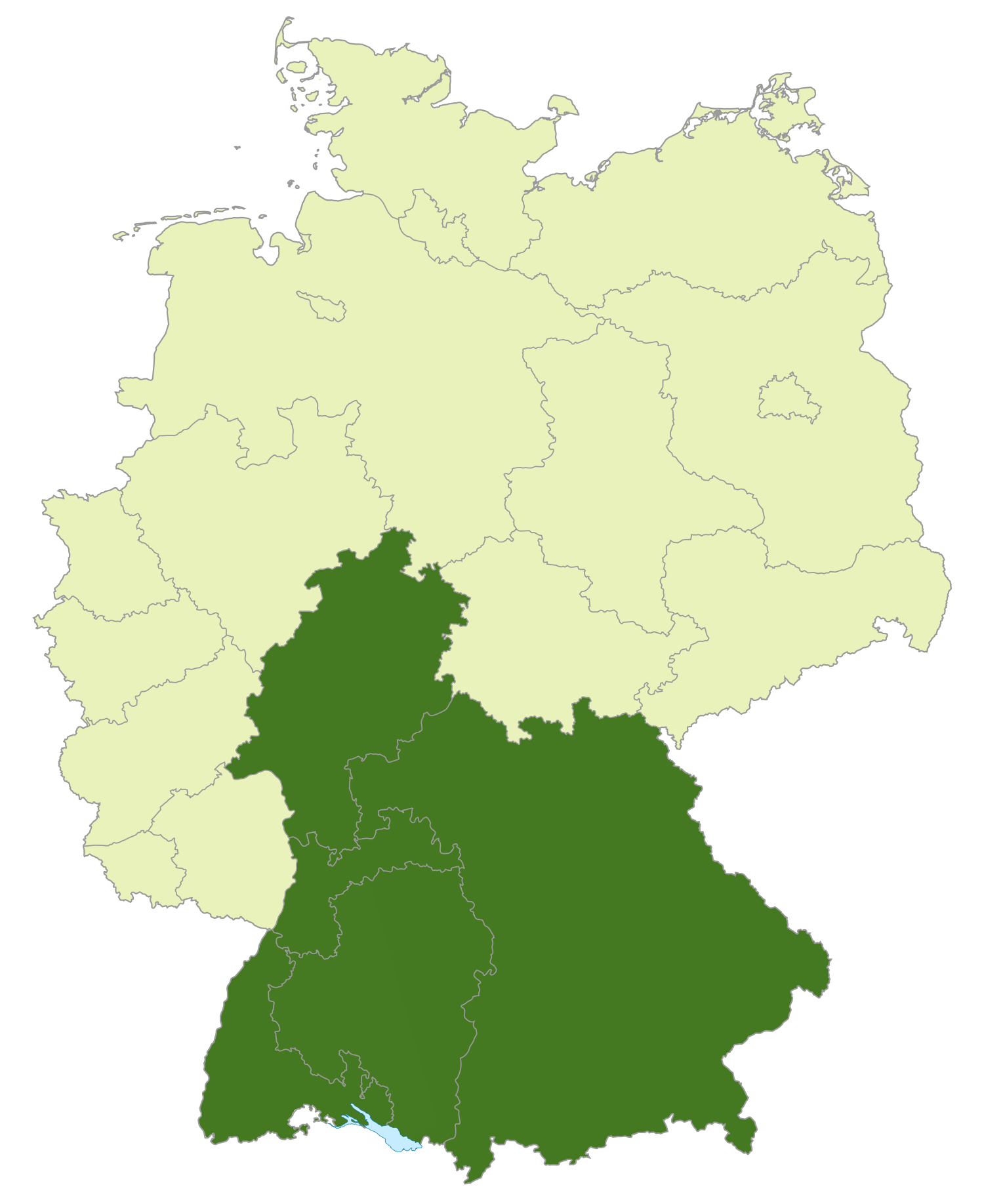
Gebiet der Regionalliga Süd.

Die Regionalliga Süd wurde im Jahre 2000 gegründet und ist damit die jüngste Regionalliga Deutschlands. Bis 2004 nahmen die Meister an der Aufstiegsrunde zur Bundesliga teil. Im Rahmen der Einführung der 2. Bundesliga im Jahre 2004 wurde die Regionalliga zunächst aufgelöst. Auf Wunsch der Vereine wurde sie im Jahre 2007 wieder eingeführt und ist nun die dritthöchste Spielklasse.

### Aktuelle Teilnehmer
Saison 2025/26 (Liste bearbeiten) 
Für die Spielzeit 2025/26 qualifizierten sich die folgenden Vereine:
- die Absteiger aus der 2. Frauen-Bundesliga 2024/25:
  - SC Freiburg II
  - SV 67 Weinberg
- die verbleibenden Mannschaften der Regionalliga 2024/25:
  - TSV Jahn Calden
  - Eintracht Frankfurt III
  - TSG 1899 Hoffenheim II
  - Karlsruher SC
  - FFC Wacker München
  - Kickers Offenbach
  - FSV Hessen Wetzlar
  - SC Sand II
- die Aufsteiger aus den untergeordneten Ligen 2024/25:
  - VfL Herrenberg (Baden-Württemberg)
  - SpVgg Greuther Fürth (Bayern)
  - SG Haitz (Hessen)

### Bisherige Meister
Die folgenden Mannschaften sicherten sich die bislang ausgespielten Meisterschaften.
- 2001: SC Freiburg
- 2002: 1. FC Nürnberg
- 2003: SC Sand
- 2004: TSV Crailsheim
- 2005: keine Austragung der Liga
- 2006: keine Austragung der Liga
- 2007: keine Austragung der Liga
- 2008: FV Löchgau
- 2009: FC Bayern München II
- 2010: TSG 1899 Hoffenheim
- 2011: ETSV Würzburg
- 2012: SC Sand
- 2013: SV 67 Weinberg
- 2014: TSG 1899 Hoffenheim II
- 2015: Eintracht Wetzlar
- 2016: SC Sand II
- 2017: SC Freiburg II
- 2018: Eintracht Frankfurt  1
- 2019: FC Ingolstadt 04
- 2020: SC Freiburg II  2
- 2021: Keine
- 2022: SC Freiburg II
- 2023: SV 67 Weinberg
- 2024: SC Freiburg II
- 2025: VfB Stuttgart

## Regionalliga Südwest

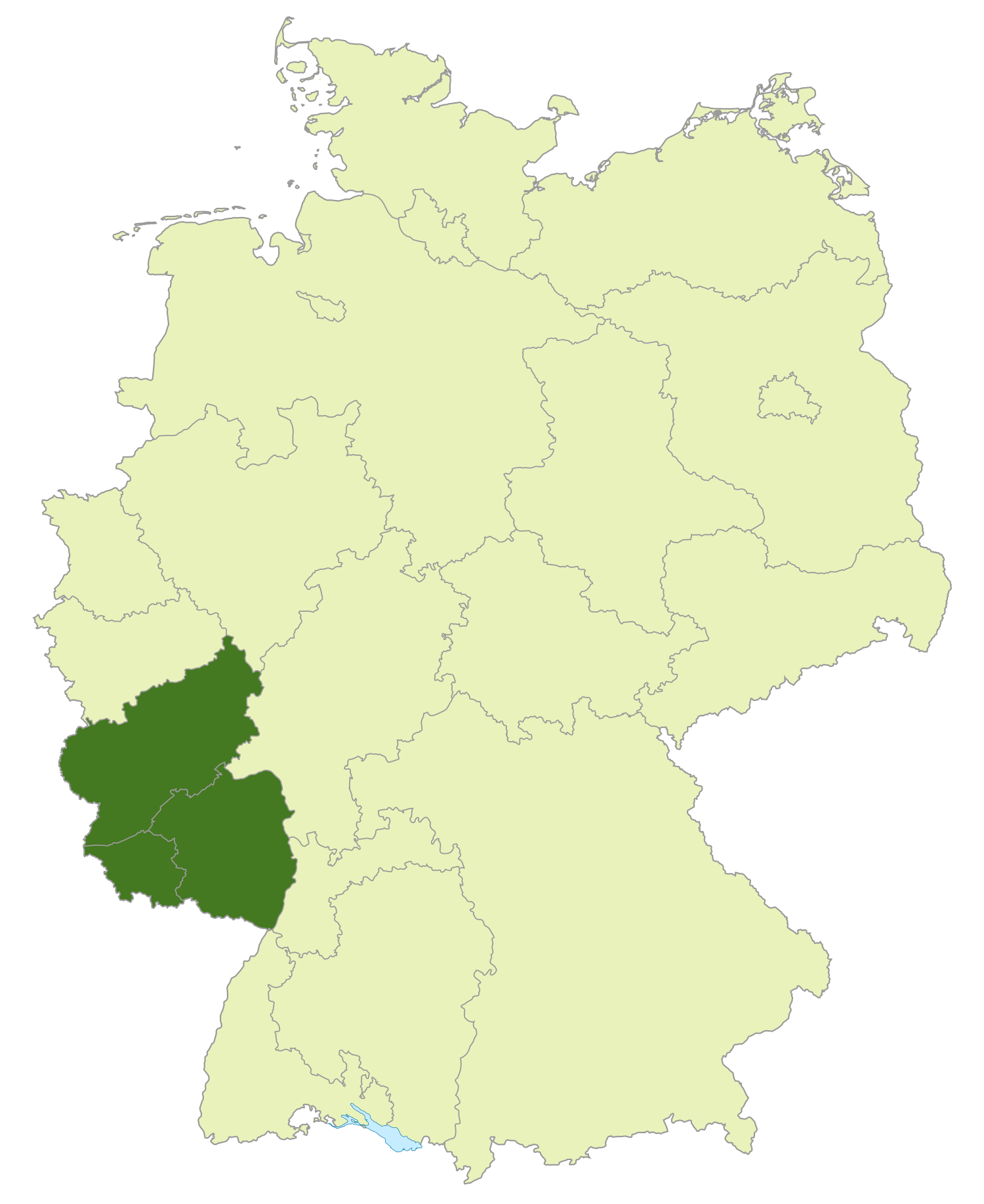
Gebiet der Regionalliga Südwest.

Die Regionalliga Südwest wurde im Jahre 1996 als Oberliga Südwest gegründet. Die jeweils bestplatzierte Mannschaft der drei Verbände Rheinland, Saarland und Südwest qualifizierten sich für die Endrunde um die deutsche Meisterschaft. Mit der Einführung der Bundesliga im Jahre 1990 wurde die Oberliga Südwest zur zweithöchsten Spielklasse. Die Meister spielten mit den Meistern der Verbandsligen Hessen, Baden, Südbaden, Württemberg und Bayern um den Aufstieg in die Bundesliga. Im Jahre 2000 erfolgte die Umbenennung in Regionalliga Südwest. Mit der Einführung der 2. Bundesliga im Jahre 2004 ist die Regionalliga Südwest nur noch die dritthöchste Spielklasse.

### Aktuelle Teilnehmer
Saison 2025/26 (Liste bearbeiten) 
Für die Spielzeit 2025/26 qualifizierten sich die folgenden Vereine:
- Absteiger aus der 2. Frauen-Bundesliga 2024/25:
  - keine
- die verbleibenden Mannschaften aus der Regionalliga 2024/25:
  - SG 99 Andernach II
  - SC 13 Bad Neuenahr
  - SV Elversberg
  - TuS Issel
  - 1. FFC Montabaur
  - 1. FC Riegelsberg
  - 1. FC Saarbrücken
  - SC Siegelbach
  - SV Ober-Olm
  - VfR Wormatia Worms
- die Aufsteiger aus den untergeordneten Ligen 2024/25:
  - FC Urbar (Rheinland)
  - 1. FSV Mainz 05 II (Südwest)

Der Meister der Verbandsliga im Saarland, der FC Bierbach verzichtete auf den Aufstieg.

### Bisherige Meister
Die folgenden Mannschaften sicherten sich die bislang ausgespielten Meisterschaften.
- 1997: SC 07 Bad Neuenahr
- 1998: TuS Ahrbach
- 1999: TuS Ahrbach
- 2000: 1. FC Saarbrücken II
- 2001: TuS Niederkirchen
- 2002: TuS Niederkirchen
- 2003: 1. FC Saarbrücken
- 2004: TuS Niederkirchen
- 2005: TuS Niederkirchen
- 2006: SC 07 Bad Neuenahr II
- 2007: SV Dirmingen
- 2008: FSV Viktoria Jägersburg
- 2009: TuS Wörrstadt
- 2010: 1. FFC 08 Niederkirchen
- 2011: SC 07 Bad Neuenahr II
- 2012: SV Bardenbach
- 2013: TuS Wörrstadt
- 2014: TSV Schott Mainz
- 2015: TSV Schott Mainz
- 2016: 1. FFC 08 Niederkirchen
- 2017: SG 99 Andernach
- 2018: TuS Issel  1
- 2019: SG 99 Andernach
- 2020: 1. FFC 08 Niederkirchen
- 2021: Keine
- 2022: 1. FC Saarbrücken
- 2023: SV Elversberg
- 2024: 1. FSV Mainz 05
- 2025: 1. FSV Mainz 05